# Anastasija Khmelnytska
Anastasija Khmelnytska (* 31. Dezember 1997 in Prag, Tschechien) ist eine ehemalige deutsche rhythmische Sportgymnastin.

## Laufbahn
Khmelnytska startete im Einzel für den 1. Vfl Fortuna Marzahn. 2010 nahm sie erstmals an den Deutschen Jugendmeisterschaften teil und wurde im Mehrkampf der 13-jährigen Fünfzehnte. Im Jahr darauf konnte sie sich im Mehrkampf auf Rang elf verbessern und im Finale mit den Keulen Platz sechs erreichen. Bei den Deutschen Meisterschaften 2012 belegte sie in der Altersklasse der 15-jährigen Rang neun im Mehrkampf und Rang sechs im Finale mit dem Band.
Im Oktober 2012 wechselte Anastasia Khmelnytska an den Bundesstützpunkt in Fellbach und wurde somit Mitglied der Nationalmannschaft-Gruppe. Bei den Weltmeisterschaften 2013 in Kiew war sie die jüngste teilnehmende Athletin und erreichte mit der  neu formierten deutschen Gruppe, der auch Judith Hauser, Anastasia Kempf, Daniela Potapova, Sara Radman und Rana Tokmak angehörten, Rang neun im Mehrkampf und Rang sieben im Keulenfinale. Bei den Europameisterschaften 2014 in Baku wurde die Gruppe mit Hauser, Khmelnytska, Nicole Müller, Potapova und Tokmak Elfte im Mehrkampf und Achte im Finale mit zehn Keulen. Die Weltmeisterschaften 2014 in Izmir schloss die Gruppe wie im Jahr zuvor mit Rang neun im Mehrkampf und Rang sieben mit den Keulen ab. 2015 verpasste die Gruppe bei den Weltmeisterschaften die direkte Olympiaqualifikation. Diese konnte die Gruppe dann beim Testevent in Rio de Janeiro Anfang 2016 sichern. Bei den Olympischen Spielen 2016 kam Khmelnytska mit der Gruppe auf den 10. Platz. Nach den Olympischen Spielen beendete sie ihre sportliche Karriere.